# José Madeira
Pour les articles homonymes, voir Madeira (homonymie).
Pas d'image ? Cliquez ici

a Compétitions nationales et continentales officielles uniquement.

b Matchs officiels uniquement.
Dernière mise à jour le 4 octobre 2023.
José Madeira, né le 19 mars 2001 à Lisbonne (Portugal), est un joueur international portugais de rugby à XV qui évolue aux postes de deuxième ligne ou troisième ligne aile au FC Grenoble depuis 2020.

## Biographie
José Madeira naît le 19 mars 2001 à Lisbonne au Portugal.
Membre d'Os Belenenses, il remporte le championnat d'Europe des moins de 20 ans 2019. Il participe dans la foulée au trophée mondial des moins de 20 ans 2019, puis est appelé quelques mois après en équipe du Portugal. Hervé Durquety, entraîneur des avants de la sélection portugaise, le remarque alors et le met en contact avec la direction du FC Grenoble. Il intègre ainsi le club en 2020, âgé de seulement 19 ans. Il s'entraîne d'emblée avec l'équipe première, même s'il reste à disposition des espoirs.
Il débute dès septembre avec Grenoble, rentrant en jeu face à l'AS Béziers. En octobre, il obtient sa première titularisation face à l'USAP et se fait remarquer positivement. Au mois de novembre, il est de nouveau inclus en équipe nationale à l'occasion de tests matchs face au Brésil.
Durant la saison 2022-2023, son club termine à la deuxième place de la phase régulière du championnat et se qualifie jusqu'en finale où il affronte Oyonnax Rugby. Pour ce match, il commence sur le banc des remplaçant avant d'entrer en jeu en seconde période mais le FC Grenoble s'incline sur le score de 14 à 3.
En mars 2023, Madeira et le Portugal se qualifient en finale du championnat d'Europe mais sont défaits 38-11 par la Géorgie. Trois mois plus tard, il fait partie d'une liste de trente-huit joueurs présélectionnés pour préparer la Coupe du monde 2023. En août suivant, il est finalement présent dans le groupe de trente-trois joueurs convoqués pour la compétition planétaire.

## Statistiques

### En sélection nationale
| Année | Compétition                              | Matchs | Points | Essais |
| ----- | ---------------------------------------- | ------ | ------ | ------ |
| 2019  | Test                                     | 2      | -      | -      |
| 2020  | REC 2020                                 | 4      | -      | -      |
| 2020  | Test                                     | 2      | -      | -      |
| 2021  | REC 2020                                 | 1      | -      | -      |
| 2021  | REC 2021                                 | 3      | -      | -      |
| 2021  | Test                                     | 2      | -      | -      |
| 2022  | REC                                      | 4      | 5      | 1      |
| 2022  | Test                                     | 2      | -      | -      |
| 2022  | Tournoi de repêchage Coupe du monde 2023 | 3      | 5      | 1      |
| 2023  | REC                                      | 5      | -      | -      |
| 2023  | Test                                     | 1      | -      | -      |
| Total | Total                                    | 31     | 10     | 2      |

| Essai | Adversaire | Lieu                               | Compétition                              | Date            | Résultat | Score |
| ----- | ---------- | ---------------------------------- | ---------------------------------------- | --------------- | -------- | ----- |
| 1     | Espagne    | Stade national complutense, Madrid | REC                                      | 13 mars 2022    | Défaite  | 33-28 |
| 2     | Hong Kong  | The Sevens Stadium, Dubaï          | Tournoi de repêchage Coupe du monde 2023 | 6 novembre 2022 | Victoire | 42-14 |

## Palmarès

### En club
- FC Grenoble
  - Finaliste du Championnat de France de 2e division en 2023, 2024 et 2025.

### En sélection nationale
- Portugal -20
  - Vainqueur du championnat d'Europe des moins de 20 ans en 2019.

- Portugal
  - Finaliste du championnat d'Europe en 2024.